# Ingénieur d'études (IGE)
Cet article possède un paronyme, voir Ingénieur des études et techniques de l'armement.
Pour les articles homonymes, voir IGE.
Ingénieur d'études (IGE) est le nom de plusieurs corps de la fonction publique française, classés à la catégorie A. Ils assurent des missions techniques et d'encadrement dans certains services de l'administration française.
Ce terme est également utilisé pour désigner les ingénieurs d'études et développement en informatique.
L'ingénieur d'études et développement en informatique, également appelé analyste programmeur, ingénieur en développement, ingénieur logiciel ou ingénieur support technique est chargé de créer les applications du système informatique d’une entreprise. Il est aussi responsable de leur maintenance.
Il évolue la plupart du temps dans les ESN (Entreprise de Services Numériques) mais peut aussi travailler chez des éditeurs de logiciels et dans les sociétés qui possèdent un département Recherche et Développement avancé.[réf. nécessaire]
- Ingénieurs d'études des établissements publics à caractère scientifique et technologique[1].
- Ingénieurs d'études du ministère de l'Éducation nationale[2], également employés par le ministère de l'Enseignement supérieur et de la Recherche.
- Ingénieurs d'études et de fabrications du ministère de la Défense[3].
- Ingénieurs d'études du ministère de la Culture et de la Communication[4].
- Ingénieurs d'études du ministère chargé de l’Agriculture et de la Pêche[5].

L'accès aux divers corps d'ingénieurs d’études est ouvert par concours externes aux détenteurs d'un titre d'ingénieur, d'un diplôme national au moins du niveau licence ou de diplômes d'écoles jugés équivalents ou par concours internes, notamment depuis le corps des assistants-ingénieurs. Les ingénieurs d’études peuvent évoluer vers le corps des ingénieurs de recherche.

## Ingénieurs d'études desétablissements publics à caractère scientifique et technologique
Ils font partie des Ingénieurs et techniciens de recherche et de formation, répartis en huit branches d'activités professionnelles.

## Ingénieurs d'études duministère de l'Agriculture
Les ingénieurs d'études du ministère de l'Agriculture sont affectés dans les établissements d'enseignement supérieur sous tutelle du ministère et à l'agence française de sécurité sanitaire des aliments.
Ils font partie des Ingénieurs et techniciens de recherche et de formation, répartis en huit branches d'activités professionnelles.

## Ingénieurs d'études duministère de la Culture
Les ingénieurs d'études du ministère de la Culture sont affectés dans les services patrimoniaux des directions régionales des Affaires culturelles, dans les laboratoires de recherche du ministère et dans certains établissements publics sous tutelles (musées nationaux).
Ils appartiennent tous à la même branche d'activité professionnelle intitulée sciences et techniques appliquées aux domaines culturels.

## Ingénieurs d'études duministère de l'Éducation nationale
Les ingénieurs d'études du ministère de l'Éducation nationale sont affectés dans les rectorats et les établissements publics sous tutelle du ministère (CNED, CROUS). Ils peuvent également être affectés au titre du ministère de l'enseignement supérieur et de la recherche, notamment dans les établissements d'enseignement supérieur.
Ils font partie des Ingénieurs et techniciens de recherche et de formation, répartis en huit branches d'activités professionnelles.